# Onandi Lowe
Onandi Lowe (Kingston, 1974. december 2. –) jamaicai válogatott labdarúgó.
A jamaicai válogatott tagjaként részt vett az 1998-as és a 2003-as CONCACAF-aranykupán, illetve az 1998-as világbajnokságon.

## Sikerei, díjai
Jamaica
- Karibi kupa (1): 1998